# シロホシテントウ
シロホシテントウ Vibidia duodecimguttata はテントウムシ科の昆虫の1つ。黄色い地に白い水玉模様を持つ。このような色彩の組み合わせを持つ種はいくつもあるが、その中ではもっとも普通種である。

## 特徴
体長3-4mmの昆虫。体色は全体に明るい黄褐色で、頭部の大半と前胸背の大部分、それに前翅の斑紋が黄みを帯びた白となっている。頭部は小さくて複眼の半ばくらいまでが前胸の前縁に隠れる。複眼は黒い。前胸背の前の縁は一様に緩やかな湾曲を示す。その背面には一面に小さな点刻が密布されている。前胸背の側面の縁と前の端の縁とは平らになって透明となっており、外縁に沿って一対の大きな幅広い黄白色の斑紋がある。前翅には白い丸っこい斑紋があり、その配置は前に横並びに、つまり外側の縁近くと内側の縁近くに2個、少し後ろの真ん中に1個、その後ろに横並びで2個、さらに後ろ、つまり前翅の先端近くに1個、となっている。まとめると前から後ろに向けて2・1・2・1と計6個がそれぞれの前翅にある。この斑紋は変異があって消失するものもあるが、日本ではそのようなものはほとんど出現しない。

## 生態など
菌食性でうどんこ病菌を食べる。

## 分布
分布は広く、日本では北海道、本州、四国、九州と佐渡に分布し、国外では朝鮮半島から中国、シベリア、コーカサス、小アジア、ヨーロッパまで分布域がある。普通種であり、「旧北区周極域に広く分布する種 (widely distributed species over the Palaeartic region)」であり、日本では「至る所で普通 (commonly found everywhere)」とのことである。

## 類似種など
黄色に白い斑点のテントウムシというと世間では珍しいものと思われるかも知れないが、同様の体色を持つ種はかなり多い。黒澤他(1985)で拾い出してもシロトホシテントウ Calva decemguttata 、シロジュウシホシテントウ C. quatuordecimaguttata 、ムーアシロホシテントウ C. muiri 、シロジュウゴホシテントウ C. quindecimguttata など6種ほどが数えられる。それらは多くの場合に和名に星の数が入っているので分かるように、斑紋の数と配列で区別が可能である。ついでにクモであるがサカグチトリノフンダマシは腹部が丸くて黄色く、そこに白い斑紋が並んでおり、これらのテントウムシに擬態していると考えられている。
やっかいなのはアラキシロホシテントウ V. nagayamai で、本種と同属であり、非常によく似ている。前翅の白斑がやや大きいなどの違いはあるが、外観では判断が難しく、交尾器を調べる必要がある。この種は北海道から九州までの湿地環境に見られる。